# Кагул (озеро)
Кагу́л или Каху́л (укр. Кагул; рум. Lacul Cahul) — заливное озеро в низовьях Дуная, расположенное в Ренийском районе Одесской области восточнее города Рени. Площадь озера имеет сезонные колебания и составляет от 82 до 93,5 км². Максимальная глубина — 7 м, в среднем от 1,5 до 2 м. Южная часть озера широкая (ширина — до 11 км, длина — 18 км), северная — узкая, вытянутая (ширина — до 2 км, длина — 15 км). Температура летом — до +30 °C, зимой озеро замерзает. Минерализация воды — от 0,8 до 1,5 г/л. С севера в озеро впадает река Кагул.
Небольшой (около 1 км) участок северного побережья озера находится на территории Молдавии. На этом участке расположена водонапорная станция, которая служит для орошения полей вблизи городов Кагул и Джурджулешть.
Озеро (часть) и его береговая линия входят в заказник Озеро Кагул с общей площадью 1411 га, созданного 10 сентября 2019 года

## География
Северные берега высокие, расчленённые балками, южные — низинные, заболоченные и заросшие камышом. Дно покрытом слоем серого лёссового ила, на мелководье дно песчаное.
Кагул сообщается с Дунаем и озером Картал с помощью проток (на юге — протока Векита). От Дуная отделено дамбой, в прошлом озеро имело режим водохранилища. Водообмен в Кагуле регулируется шлюзованными рыбопропускными протоками и каналом.

## Флора и фауна
Распространена водная растительность. Берега Кагула являются местом гнездования птиц.
Из рыб водятся лещ, сом, щука и другие промысловые виды рыб. Разводят толстолобика, белого амура, сазана. Рыболовство имеет промышленный характер и осуществляется рыболовными предприятиями окрестных сёл.
Предпринимаются меры для охраны природных ресурсов озера, в частности, ограничивается период рыболовства.

## Галерея

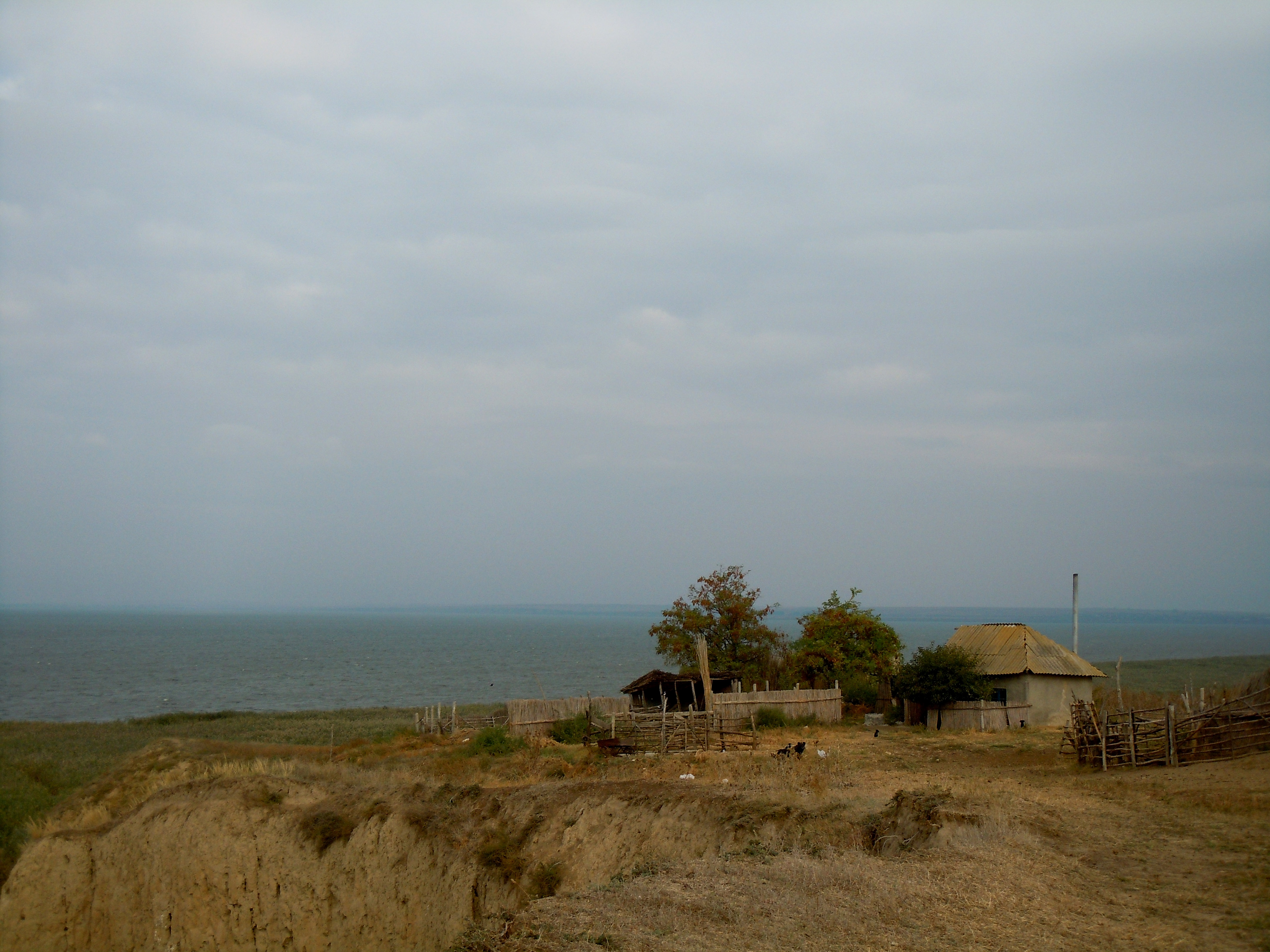
Хутор над обрывом
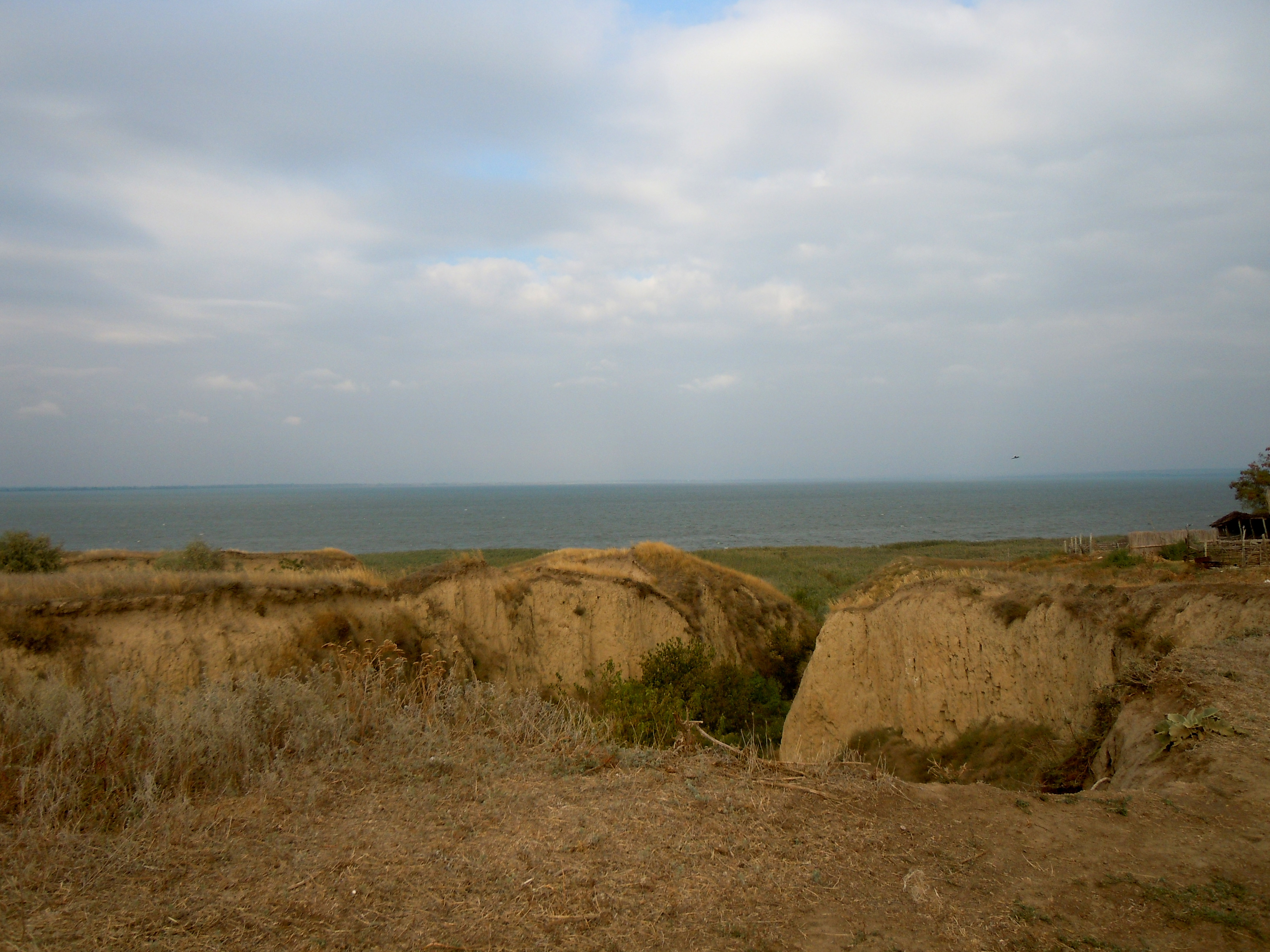
Обрывы озера
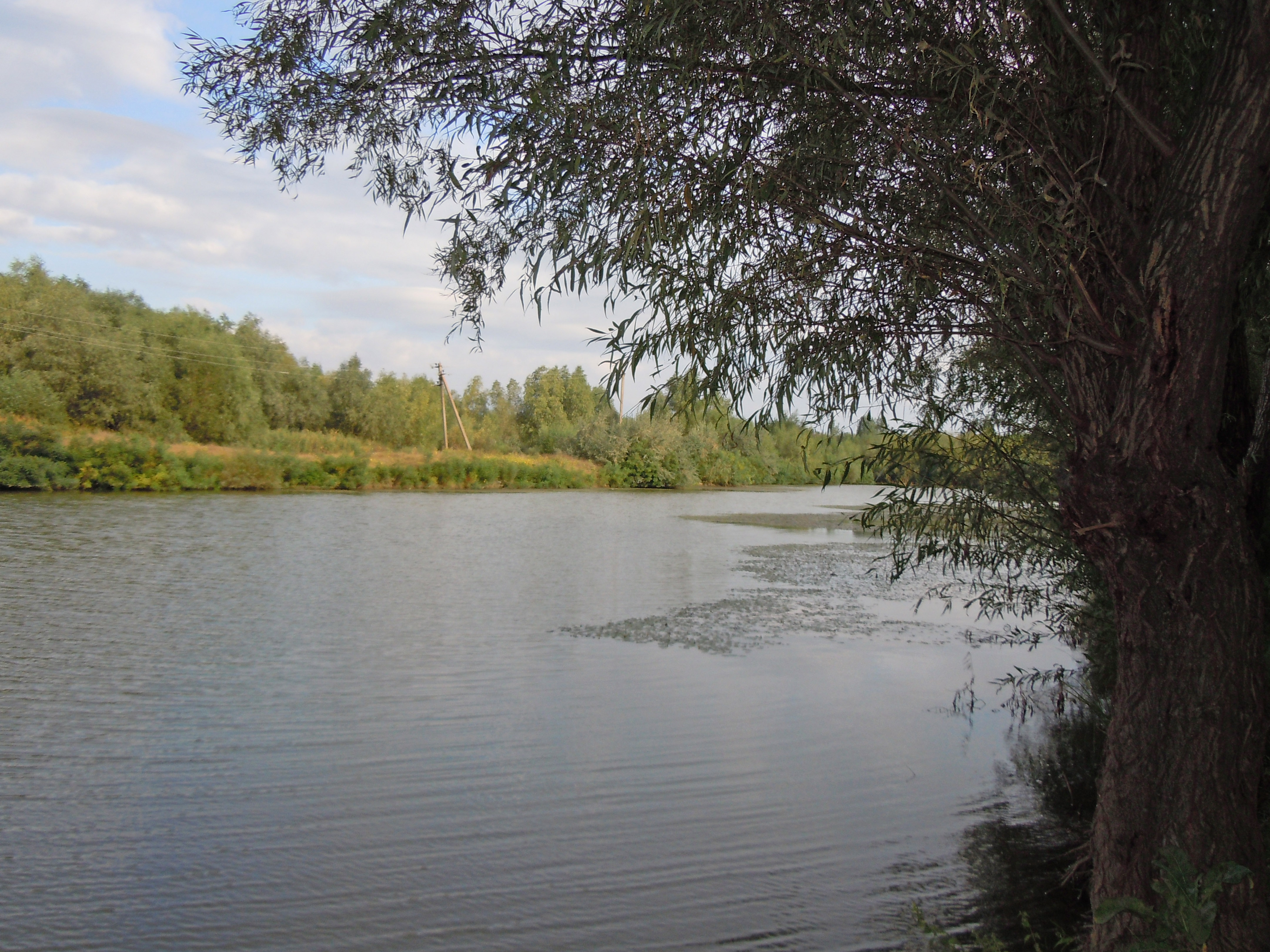
Канал, соединяющий озеро с Дунаем
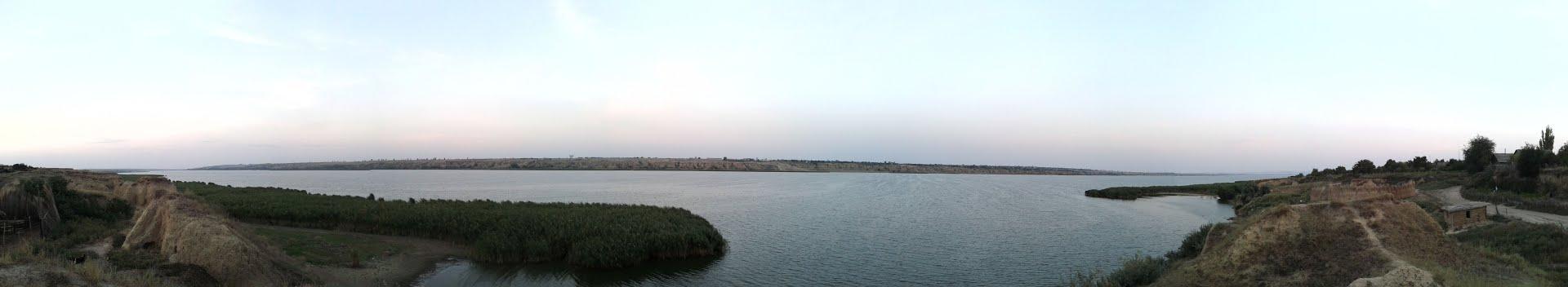
Панорама северной части озера